# Don Diamond
Donald Alan «Don» Diamond (Brooklyn, Nueva York, 4 de junio de 1921-Los Ángeles, California, 19 de junio de 2011) fue un actor estadounidense de radio, cine y televisión.
Aunque frecuentemente actuó como mexicano o nativo americano, su familia provenía de Europa Oriental. El padre de Diamond, veterano del Ejército estadounidense de la Primera Guerra Mundial, emigró a América desde Rusia con su familia.
Diamond estudió drama en la Universidad de Míchigan, graduándose con grado de bachiller en 1942. Entonces se alistó en el Cuerpo Aéreo del Ejército de los Estados Unidos, donde ganaba una comisión. Aprendió a hablar el español mientras estuvo estacionado en Nuevo México durante la Segunda Guerra Mundial. Con el cargo de teniente primero, en 1946, comenzó a conducir un programa de radio y llegó a ser conocido por su dialéctica descripción de los mexicanos. Esto lo llevó a participar en el papel del Toro en la serie Las aventuras de Kit Carson, la cual se rodó entre 1951 y 1955. Diamond también personificó al cabo Reyes en la serie de televisión de Walt Disney El Zorro (1957-1959).
Apareció en más de cien programas de televisión y algunas piezas de cine, pero probablemente hoy es más conocido por el retrato del indio Hewaki Crazy Cat en la comedia televisiva F Troop. También apareció en Nuestra casa, Newhart, L. A. Law, MacGyver, Dallas, Dinastía, WKRP in Cincinnati, Vega$, Lou Grant, The Rockford Files, Superagente 86, That Girl y The Wild Wild West. Además, puso su voz en dibujos animados y comerciales.

## Fallecimiento
Diamond murió el 19 de junio de 2011 a la edad de 90 años a causa de un paro cardiorrespiratorio, en Los Ángeles.

## Familia
La esposa de Diamond, Louisa, es profesora del idioma español. Ambos tuvieron una hija: Roxanne (nacida en 1966). Posteriormente Don Diamond se retiró de la actuación.